# Literarische Anthropologie
Unter Literaturanthropologie (auch bekannt als Anthropologie der Literatur oder literarische Anthropologie) werden Forschungsansätze gefasst, die die Produktion und Rezeption von Literatur als (artspezifische) Tätigkeit oder Eigenschaft des Menschen (griechisch: anthropos) verstehen und eine Verbindung bzw. Korrelation von literarischen und kognitiven Funktionen, in jüngerer Zeit oftmals unter Bezug auf humanwissenschaftliche Forschungen, herzustellen versuchen.
In der literaturwissenschaftlichen Diskussion tauchte der Begriff der Anthropologie um 1990 zunächst als Schlagwort auf und führte im Wesentlichen zu der Herausbildung von drei verschiedenen Ansätzen einer Literarischen Anthropologie:
Vor allem auf der Grundlage von Schings‘ und Pfotenhauers (Literarische Anthropologie im 18. Jahrhundert : zur Geschichte der Selbstbiografie) Beobachtungen zur Verknüpfung bzw. „Verschwisterung“ von Belletristik und Anthropologie im 18. Jahrhundert entwickelte sich ein neues literaturhistorisches und ideengeschichtliches Forschungsinteresse, das seither die Aufklärungsforschung stark beeinflusst und zu dem Postulat einer „anthropologischen Wende“ im 18. Jahrhundert geführt hat.
In etwa zeitgleich wurde von kulturwissenschaftlicher Seite eine „anthropologische Wende“ in der Literaturwissenschaft verkündet (Bachmann-Medick). Der hier verwendete Begriff der Anthropologie als einer Methode, nicht aber eines Gegenstandes der Literaturwissenschaften nahm Fernando Poyatos‘ Konzeption einer „Literary Anthropology“ wieder auf, die als Teildisziplin einer amerikanischen „Cultural Anthropology“, d. h. einer Art Ethnologie, gesehen wurde. Literaturen sind Poyatos zufolge in erster Linie „Archive anthropologisch relevanter Daten“, eine Auffassung, die in der Mythen- und Archetypenforschung eine lange Tradition hat. Dementsprechend ging es dem kulturanthropologischen Ansatz vorrangig um eine intensivere Beschreibung insbesondere der Diversität der Kulturen.
Wolfgang Iser hingegen prägte den Begriff der „literarischen Anthropologie“ zwar ebenfalls als eine methodische Vorgehensweise bzw. Ausrichtung, hob aber vor allem auf das Allgemeine, d. h. auf eine Erforschung und Bestimmung „anthropologischer Konstanten“ in der Literatur, ab und repräsentiert damit den heute als „Literaturanthropologie“ bezeichneten Ansatz.
Die von Iser vertretene Position hat ihrerseits eine umfangreiche Vorgeschichte in der Kunst- und Literaturtheorie des Strukturalismus und Formalismus; auch Ingardens protokognitivistische Untersuchung der Bedeutungskonstitution im Leser (R. Ingarden: Das literarische Kunstwerk, 1931) spielte dabei eine besondere Rolle. Für Iser beinhaltet die literarische Anthropologie das Studium der anthropologischen Implikationen literarischer Texte; Iser zufolge hat ein derartiges Forschungsparadigma eine hohe Ertragsprognose, da aus seiner Sicht das Medium Literatur Einsichten über den Menschen erlaubt, wie sie philosophische, soziologische oder psychologische Theorien nicht zu liefern vermögen.
Die Literaturanthropologie wird auf diese Art für Iser zu einem Instrument der Erforschung der Potentiale des Menschen an und zugleich jenseits ihrer jeweiligen historischen Erscheinungsformen. Historische Aktualisierungen müssen laut Iser im Kontext ihrer entsprechenden Funktionen gesehen werden; Fiktionen sind für ihn weder glatt unter wie auch immer definierten anthropologischen Konstanten zu fassen, noch unter den jeweiligen kulturellen Bedingungen ihrer Entstehung. Literarische Werke inszenieren nach Isers Auffassung vielmehr als „phantasmatische Fiktionen“ Interaktionsverhältnisse zwischen den menschlichen Anlagen und den jeweiligen Gegebenheiten derart, dass sie diese stets überschreiten. Demgemäß ist es die grundsätzliche Leistung der Fiktion, dem Menschen ein spezifisches Instrumentarium zur Verfügung zu stellen, um sich selbst zu erweitern.
Weitere bedeutsame Einflüsse kamen aus der philosophischen Anthropologie und Ästhetik, insbesondere deren Ausgestaltung durch Plessner.
Die 1963 gegründete Arbeitsgruppe „Poetik und Hermeneutik“ knüpfte an diese Tradition an und unternahm den Versuch, mittels Reflexionsbegriffen wie beispielsweise „Nachahmung“, „Illusion“, „Spiel“ oder „Komik“ die anthropologischen Bedeutungselemente und Dimensionen des literarischen Kunstwerks auszuloten.
Das hier vorgestellte Analyseverfahren kennzeichnete, ausgehend vom eigenen Verstehensakt oder -prozess, ebenso die literaturtheoretischen und literaturwissenschaftlichen Arbeiten der einzelnen Gruppenmitglieder, etwa Jauß‘ Rezeptionsästhetik und Isers Ausführungen zum Akt des Fingierens als Ausdruck menschlicher Phantasietätigkeit und Imagination in der Fiktion (W. Iser: Das Fiktive und das Imaginäre, 1993).
Auch der an die sogenannte Konstanzer Schule anknüpfende dortige Sonderforschungsbereich „Literatur und Anthropologie“ (1996–2002) orientierte sich spätestens ab 1999 zunehmend am „kulturanthropologischen“ Paradigma.
Im Verlauf des „cognitive turn“ versuchte man, sich vom hermeneutischen Verfahren zu lösen und den Anschluss an Erklärungsansätze und Perspektiven aus den Humanwissenschaften zu finden. Damit eingeleitet wurde eine Interdisziplinarität der Forschungsarbeit, die unter dem Titel „Literaturanthropologie oder Anthropologie der Literatur“ die erfahrungswissenschaftliche Neubegründung der anthropologischen Perspektive im literaturwissenschaftlichen Vorgehen kennzeichnete.
Neben kognitionswissenschaftlichen Ansätzen und Ergebnissen der Empirischen Literaturwissenschaft (Cognitive Poetics) wurden ebenso Impulse und Anregungen aus der Soziobiologie aufgenommen, beispielsweise bei Caroll (Evolution and Literary Theory, 1995; Literary Darwinism, 2004) oder Boyd (On the Origin of Stories, 2009).
In Deutschland entwickelte Eibl (Die Entstehung der Poesie, 1995; Animal poeta, 2004) eine biologisch ausgerichtete Literaturtheorie, die neben Forschungsergebnissen oder Befunden aus der Vergleichenden Verhaltensforschung insbesondere auch den funktionalistischen Denk- und Erklärungsansatz der Evolutionspsychologie zu integrieren versuchte.
Der Germanist Wolfgang Riedel reagierte 2004 auf konkurrierende theoretische Ansätze innerhalb der literarischen Anthropologie mit einem energischen Bekenntnis zur Literaturdeutung. Anstelle systematisch gefestigter Theorien oder Ansätze plädierte er für eine offenere phänomenologische Form der literarischen Anthropologie, die als solche nur eine mögliche Perspektive für ein vertieftes Textverständnis biete.
Gegenwärtig sind zwei Schwerpunkte der literaturanthropologischen Forschung zu beobachten: Die Suche nach anthropologischen Universalien in literarischen Werken oder Darstellungen (J. Gottschall: Literature, Science, and a New Humanities, 2008) und die Analyse von Textstrukturen im Hinblick auf damit verbundene, korrelierende kognitive Mechanismen (Im Rücken der Kulturen, 2007; Biological Constraints on the Literary Imagination, 2009).